# La Mort d'Urban
La Mort d'Urban est le premier roman (en) de J. F. Powers. Il a été publié par Doubleday en 1962. Il a remporté le National Book Award de 1963. Il a été réédité par la New York Review of Books en 2000.
Le roman raconte l'histoire du père Urban Roche, membre d'un ordre religieux catholique fictif nommé « les Clémentines ». Frère Urban s'est forgé une réputation de conférencier doué, mais il est envoyé par le supérieur dans une maison de retraite spirituelle isolée du Minnesota rural. Là, il met ses compétences au service de l'amélioration des installations et de l'église locale.
Le livre a été largement salué. Thomas Merton l'a décrit comme « une étude valide et pénétrante de la psychologie d'un prêtre dans ce qui est essentiellement un conflit spirituel »,. Jonathan Yardley (en), dans une étude du livre parue dans le Washington Post quatre décennies plus tard, l'a loué comme « notre grande saga en milieu de travail », la comparant favorablement à Babbitt de Sinclair Lewis, la qualifiant de « plus subtile, plus spirituelle et beaucoup plus élégamment écrite »,.

## Éditions en anglais
- Morte d'Urban, Doubleday, 1962
- Morte d'Urban, Hogarth Press, 1985
- Morte d'Urban, New York Review of Books, 2000, préface de Elizabeth Hardwick [lire en ligne]

## Traduction en français
- La Mort d'Urban, traduit de l'américain par Denise Van Moppès, Éditions du Seuil, 1963